# Mick Ronson
Michael Ronson, más conocido como Mick Ronson o Ronno (Hull, Yorkshire; 26 de mayo de 1946-Londres, 29 de abril de 1993), fue un guitarrista, compositor, arreglista y cantante británico, conocido mundialmente por haber integrado la mítica banda que acompañó a David Bowie en su era glam rock, The Spiders From Mars, y por colaborar con el músico y cantante Ian Hunter durante dos décadas.

## Trayectoria
Conocido por sus famosos bendings de guitarra expresivos y por el uso de pedales que conseguían transmitir diferentes sonidos extraños. Como pianista se destaca por su manera sincopada de arpegiar los acordes como en "Perfect day" para Lou Reed o "Lady Stardust" para David Bowie. Su actuación más famosa se encuentra en el directo del DVD editado The Rise And Fall Of Ziggy Stardust And The Spiders From Mars, correspondiente a la gira del álbum Ziggy Stardust.
Participó también como guitarrista en el grupo que acompañó a Bob Dylan durante su gira The Rolling Thunder Revue en 1975.
Mick, aparece en el puesto número 41 en la lista de Los 100 guitarristas más grandes de todos los tiempos, creada por la revista Rolling Stone, lo cual causó mucha polémica por estar en número por debajo de muchos.
En abril de 1992, participó en el concierto en tributo a Freddie Mercury, en honor al líder de Queen, fallecido un año antes
Ronson murió de cáncer de hígado el 29 de abril de 1993 a la edad de 46 años. Le sobreviven su esposa Susanne, y sus hijos Nicholas, Lisa (nacida de su matrimonio con Susanne Ronson) y Joakim (con Carola Westerlund). Ronson fue educado en la Iglesia De Jesucristo De Los Santos De Los Últimos Días. Por ello su funeral fue efectuado en una capilla Mormona en Londres el 6 de mayo.
En su memoria, fue construida en Queens Gardens, en su ciudad natal, Hull, el Mick Ronson Memorial Stage. Hay también una calle bautizada en su honor en Bilton Grange Estate, no lejos de donde él vivió.

## Legado
El estilo particular de Ronson y su manera de arreglar y tocar otros instrumentos ha sido de gran influencia para otros guitarristas, entre ellos Ace Frehley de Kiss, Steve Jones de los Sex Pistols, Randy Rhoads de Ozzy Osbourne y Mick Mars de Mötley Crüe, entre otros.

## Discografía

### Junto a David Bowie
- 1970 - The Man Who Sold The World
- 1971 - Hunky Dory
- 1972 - The Rise and Fall of Ziggy Stardust and the Spiders from Mars
- 1973 - Aladdin Sane
- 1973 - Pin Ups
- 1993 - Black Tie, White Noise (solo en la canción "I Feel Free")

### Con Ian Hunter
- 1975 - Ian Hunter
- 1979 - You're Never Alone with a Schizophrenic
- 1980 - Welcome to the Club (Live)
- 1981 - Short Back 'n' Sides
- 1990 - YUI Orta

### Con Lou Reed
- 1972 - Transformer

### Como solista
- 1974 - Slaughter On 10th Avenue
- 1975 - Play Don't Worry
- 1994 - Heaven And Hull
- 2003 - Hard Life (recopilatorio)

### Con Mott the Hoople
- 1972 - All the Young Dudes (guitarra, metales y arreglos en la canción "Sea Diver")
- 1974 - "Saturday Gigs" single (1974)

### Con Bob Dylan
- 1976 - Hard Rain (Live)
- 2002 - The Bootleg Series Vol. 5: Bob Dylan Live 1975, The Rolling Thunder Revue
- 2019 - The Rolling Thunder Revue: The 1975 Live Recordings

- Datos: Q361677
- Multimedia: Mick Ronson / Q361677